# Maliattha rufigrisea
Maliattha rufigrisea là một loài bướm đêm trong họ Noctuidae.